# Adelaide Bartlett

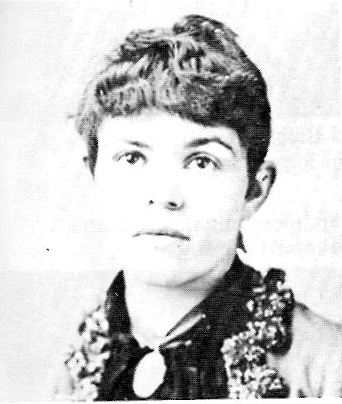
Adelaide Bartlett, Fotografie um 1868

Adelaide Bartlett, geboren als Adelaide Blanche de la Tremouille (* 1855 in Orléans; † nach 1886) war die mutmaßliche Mörderin ihres Ehemannes, Thomas Edwin Bartlett, in einem der bekanntesten Kriminalfälle des Viktorianischen Zeitalters. Bekannt ist der Fall auch, weil bis heute ungeklärt ist, wie das Opfer starb.

## Vorgeschichte
Adelaide wurde als uneheliches Kind von Clara Chamberlain und vermutlich von Adolphe Collot de la Tremouille, Comte de Thouars d’Escury geboren. Sie wuchs in Frankreich auf und zog dann zu einer Tante und einem Onkel mütterlicherseits in Kingston upon Thames. Dort lernte sie 1875 ihren elf Jahre älteren Ehemann Thomas Edwin Bartlett kennen. Bartlett war ein erfolgreicher und wohlhabender Geschäftsmann. Nach der Hochzeit sandte er seine Frau zur Vollendung ihrer Bildung für zwei Jahre zunächst auf eine Schule in Stoke Newington und zur Vollendung der Ausbildung auf eine Schule in Belgien. Die Eheleute sahen sich in dieser Zeit nur während der Schulferien. Nach Abschluss der Schule zog 1878 das Ehepaar Bartlett in eine Wohnung in Herne Hill, die über einem Geschäft Bartletts lag. In dieser Zeit kam die Vermutung auf, dass sie eine Affäre mit Edwins jüngerem Bruder Frederick Bartlett hätte. Nach der Aussage Adelaide Bartletts in dem späteren Strafverfahren soll es lediglich einmal zu sexuellen Kontakten zwischen den Eheleuten gekommen sein. Dies habe sogleich zu einer Schwangerschaft geführt; das Kind wurde tot geboren.
1883 zog das Ehepaar nach East Dulwich und weitere zwei Jahre später nach Merton Abbey nahe Wimbledon. Dort lernte Adelaide Bartlett den damals siebenundzwanzigjährigen Geistlichen George Dyson kennen. Die Freundschaft zwischen Adelaide Bartlett und George Dyson wurde sogar durch Thomas Edwin Bartlett gefördert, der es gerne gesehen haben soll, wenn sich die beiden in seiner Gegenwart küssten. Er legte weiterhin Wert darauf, dass im Falle seines Todes Adelaide Bartlett und George Dyson heiraten sollten. Als das Ehepaar Bartlett im August 1885 in eine Wohnung in 85 Claverton Street, Pimlico zog, stellte Thomas Bartlett sicher, dass Dyson seine Frau in seiner Abwesenheit besuchen könne; er stellte ihn sogar als Lehrer seiner Frau für Latein, Geschichte, Geografie und Mathematik ein. Die Eheleute schliefen zwar noch im selben Raum, er aber im Bett und sie auf der Couch – Grund hierfür soll unter anderem der Mundgeruch Thomas Edwin Bartletts gewesen sein.
Thomas Edwin Bartlett glaubte, er hätte sich mit Syphilis infiziert. Er behandelte diese Erkrankung selbst mit Quecksilber. Im Dezember 1885 wurde bei ihm eine Diarrhö und eine Gastritis diagnostiziert.

## Der Tod Thomas Edwin Bartletts
Am 27. Dezember 1885 bat Adelaide Bartlett George Dyson um die Beschaffung einer größeren Menge Chloroform. Er kaufte eine große Flasche Chloroform und gab ihr sie am 29. Dezember. Auf Nachfrage Dysons hatte sie ihm erklärt, dass Bartletts Arzt eine Erkrankung ignorieren würde, sie diese aber mit Hilfe des Chloroforms behandeln könne.
Am frühen Morgen des 1. Januar 1886 weckte Adelaide Bartlett das Dienstmädchen, da sie ihren Mann tot aufgefunden habe. Bartlett lag in seinem Bett, in seiner Reichweite stand ein etwa zu dreiviertel gefülltes Weinglas mit einer Flüssigkeit aus Brandy und einer nach Äther riechenden Substanz. Ferner befand sich in der Nähe ein Fläschchen mit „Condy's Fluid“ und eine Flasche mit „Chlorodyne“ – einer Lösung mit Morphin und Chlor. Auf die Nachfrage des herbeigerufenen Arztes Dr. Leach, ob ihr Ehemann sich vergiftet haben könnte, versicherte Adelaide Bartlett, dies hätte nicht ohne ihr Wissen geschehen können.

## Untersuchungen
Am 2. Januar 1886 fand die Autopsie statt. Die fünf an der Untersuchung der Leiche beteiligten Ärzte sahen sich außer Stande eine natürliche Todesursache festzustellen. Vielmehr fanden sich im Magen der Leiche Bartletts erhebliche Mengen flüssigen Chloroforms, das die Ärzte für die Todesursache hielten.
Auf einen Hinweis Dr. Leachs, dass bei der Untersuchung der Leiche Chloroform aufgefunden worden sei, erklärte Adelaide Bartlett ihm gegenüber, dass ihr Mann wieder sexuelles Interesse an ihr gefunden habe. Sie habe, um seinen Annäherungen zu entgehen, Chloroform auf ein Tischtuch geträufelt und ihm vor das Gesicht gehalten. Nachdem durch die polizeilichen Ermittlungen auch die Beschaffung des Chloroforms durch Adelaide Bartlett bekannt geworden war, wurden sie und Dyson wegen Mordverdachts festgenommen.

## Der Prozess
Am 13. April 1886 begann in Old Bailey der Strafprozess gegen Adelaide Bartlett und George Dyson. Bereits im gerichtlichen Vorverfahren wurde Dyson freigesprochen und der Prozess konzentrierte sich auf die Angeklagte.
Das Hauptproblem war, wie das tödliche Chloroform in den Magen des Opfers gelangen konnte. Ein grundsätzlich möglicher Suizid galt als unwahrscheinlich; denkbar wäre ein Unfall, etwa in der Folge einer Verwechslung des Chloroforms mit einer der sonstigen Medizinfläschchen oder die Beibringung im Rahmen eines Tötungsdeliktes. Chloroform führt bei der oralen Einnahme auf den Schleimhäuten des Mund- und Rachenbereiches allerdings zu erheblicher Blasenbildung und ist derartig unangenehm, dass jemand, der auf diesem Wege vergiftet werden sollte, kaum zum Schlucken der Substanz zu bewegen wäre. Hinreichende Blasenbildungen konnten aber nicht festgestellt werden. Es ist im Mischungsverhältnis von 1:200 auch wasserlöslich, dann hätte Bartlett mehrere Liter der Mischung zu sich nehmen müssen, um die im Magen vorgefundenen Chloroformmengen erreichen zu können. Bis heute gilt es als ungeklärt, wie er zu Tode kam.
Adelaide Bartlett wurde freigesprochen, weil ihr nicht nachgewiesen werden konnte, ob und wie sie ihren Mann getötet haben könnte.

## Filmische Aufarbeitung des Falls
In der britischen Serie „A Question of Guilt“ von 1980 wurde unter anderem auch der Fall Adelaide Bartlett thematisiert.